# سیجر، سوریه
سیجر (به عربی: سیجر) یک روستا در سوریه است که در ناحیه مرکزی ادلب واقع شده‌است. سیجر ۱٬۶۹۷ نفر جمعیت دارد.